# Брезова педомерка
Брезовата педомерка (Biston betularia) е вид пеперуда от семейство Педомерки (Geometridae).
Еволюцията на Брезовата педомерка през последните две столетия е подробно изследвана, тъй като тя се адаптира към промените в средата в индустриализираните области с рязка промяна в окраската.

## Разпространение
Разпространена е в големи части от Евразия и Северна Америка.

## Описание
Активна е през нощта, с масивно тяло и размах на крилете 55 милиметра. Крилете са с бяла основа, покрита с черни точки.